# Oblikovanje zdravil
Oblikovanje zdravil je srednješolski učbenik avtorice Katarine Vrhovnik, ki se uporablja za poučevanje farmacevtskih strokovnih predmetov. S pomočjo učbenika se dijaki spoznajo s temeljnimi teoretičnimi vsebinami, ki jih potrebujejo za delo v lekarnah, galenskem laboratoriju ter farmacevtski industriji. Učbenik je izšel leta 2013 v Ljubljani. Izdala in založila ga je založba Grafenauer d. o. o. Učbenik Oblikovanje zdravil je izšel z denarno pomočjo Ministrstva za šolstvo in šport. Izšlo je 300 izvodov.

## O avtorici
Avtorica je magistrica in profesorica na Srednji šoli za farmacijo, kozmetiko in zdravstvo v Ljubljani. Na šoli vodi ure oblikovanja zdravil, laboratorijskih vaj, zdravil in bolnišnične farmacije. Poleg tega učbenika pa je tudi avtorica srednješolskega učbenika Farmacevtska kemija in delovnega zvezka z enakim naslovom. V sodelovanju z nekaterimi kolegi pa objavlja tudi članke na temo liposomi.

## Funkcijska in socialna zvrst jezika
Učbenik glede na funkcijsko zvrst spada v strokovni jezik, glede na socialno pa je knjižni.
V učbeniku so prisotne angleške, latinske in slovenske okrajšave ter kratice za različne strokovne besede, kot so: Ph. Eur. 7th (Evropska farmakopeja), pulv. (prašek), FO (farmacevtka oblika), ipd.

## Zgradba učbenika
Učbenik ima 136 barvnih strani, vsebina pa je členjena na sedem poglavij: Uvod, Disperzni sistemi, Farmacevtske oblike za inhaliranje, Tekoče farmacevtske oblike, Poltrdne farmacevtske oblike, Trdne farmacevtske oblike in Pripravki iz rastlinskih drog. Vsebino popestri slikovno gradivo, ki omogoča dijakom lažjo predstavo zapisanega. Ilustracije, ki so prisotne pa so delo Nine Berčič Demšar. Deli teksta so obarvani za lažjo preglednost, uporabljen je različen tisk.

## Vsebina učbenika
V poglavju disperzni sistemi se bralec spozna z vrstami sistemov, kot so molekularno disperzni, grobo disperzni in koloidno disperzni sistemi. Na znanju tega poglavja temeljijo naslednja poglavja, saj lahko posamezne farmacevtske oblike uvrstimo v določen disperzni sistem.
V ostalih poglavjih pa spoznamo lastnosti posameznih farmacevtskih oblik, njihovo uporabo ter izdelavo. Na koncu vsakega sklopa so zbrane naloge za utrjevanje vsebine. Za pomoč pa je še prisoten Slovensko-latinski slovar, za lažje razumevanje strokovnih besed.
V učbeniku je uporabljenih veliko farmacevtskih terminov/strokovnih izrazov. 

## Farmacevtska kemija
V prvem sklopu Farmacevtske kemije so prikazane osnove latinskega poimenovanja kemijskih snovi, v drugem sklopu so predstavljene za stroko pomembne učinkovine in pomožne snovi anorganskega izvora, pri čemer je upoštevana urejenost elementov v periodnem sistemu.
V tretjem sklopu pa Organske zdravilne učinkovine, kjer sledijo opisi kemijskih lastnosti, delovanja in uporabe farmacevtsko pomembnih alifatskih kisikovih, dušikovih in žveplovih spojin ter aromatskih in hetero aromatskih spojin. Delovni zvezek Farmacevtka kemija pa se uporablja pri praktičnem delu laboratorijskih vaj.